# London-Marathon 2007
| 27. London-Marathon    | 27. London-Marathon            |
| ---------------------- | ------------------------------ |
| Stadt                  | London, Vereinigtes Königreich |
| Datum                  | 22. April 2007                 |
| Distanz                | 42,195 Kilometer               |
| Sieger                 |                                |
| Männer                 | Martin Kiptoo Lel (2:07:41 h)  |
| Frauen                 | Zhou Chunxiu (2:20:38 h)       |
| ← London-Marathon 2006 | London-Marathon 2008 →         |
| Website                | Offizielle Website             |

Der London-Marathon 2007 war die 27. Ausgabe der jährlich stattfindenden Laufveranstaltung in London, Vereinigtes Königreich. Der Marathon fand am 22. April 2007 statt und war der zweite World Marathon Majors des Jahres.
Bei den Männern gewann Martin Kiptoo Lel in 2:07:41 h und bei den Frauen Zhou Chunxiu in 2:20:38 h.

## Ergebnisse

### Männer
| Platz | Athlet              | Land                   | Zeit (h) |
| ----- | ------------------- | ---------------------- | -------- |
| 01    | Martin Kiptoo Lel   | Kenia                  | 2:07:41  |
| 02    | Abderrahim Goumri   | Marokko                | 2:07:44  |
| 03    | Felix Limo          | Kenia                  | 2:07:47  |
| 04    | Jaouad Gharib       | Marokko                | 2:07:54  |
| 05    | Hendrick Ramaala    | Südafrika              | 2:07:56  |
| 06    | Paul Tergat         | Kenia                  | 2:08:05  |
| 07    | Ryan Hall           | Vereinigte Staaten     | 2:08:24  |
| 08    | Marílson dos Santos | Brasilien              | 2:08:37  |
| 09    | Dan Robinson        | Vereinigtes Königreich | 2:14:14  |
| 10    | Andi Jones          | Vereinigtes Königreich | 2:17:49  |

### Frauen
| Platz | Athletin            | Land                   | Zeit (h) |
| ----- | ------------------- | ---------------------- | -------- |
| 01    | Zhou Chunxiu        | Volksrepublik China    | 2:20:38  |
| 02    | Gete Wami           | Äthiopien              | 2:21:45  |
| 03    | Constantina Diță    | Rumänien               | 2:23:55  |
| 04    | Salina Jebet Kosgei | Kenia                  | 2:24:13  |
| 05    | Lornah Kiplagat     | Niederlande            | 2:24:46  |
| 06    | Mara Yamauchi       | Vereinigtes Königreich | 2:25:41  |
| 07    | Benita Johnson      | Australien             | 2:29:47  |
| 08    | Liz Yelling         | Vereinigtes Königreich | 2:30:44  |
| 09    | Inga Abitowa        | Russland               | 2:34:25  |
| 10    | Berhane Adere       | Äthiopien              | 2:39:11  |